# (18932) Robinhood
(18932) Robinhood (2000 QH35) – planetoida z pasa głównego asteroid okrążająca Słońce w ciągu 3,6 lat w średniej odległości 2,35 j.a. Odkryta 28 sierpnia 2000 roku.